# 庶物類纂
庶物類纂（しょぶつるいさん）は江戸時代中期の本草学者で加賀金沢藩の儒医であった稲生若水および、その弟子であった丹羽正伯らが編纂した博物書。26属1054巻。

## 内容
古今の漢籍などから植物、動物、鉱物、薬物などの記事を調査し、その3590種の記事をそれぞれの種類・分類を精査し、26属に分けて分類後、再編集を加え、登載した。また、それらの記述は漢文によって行われた。

## 経過
稲生若水が、藩主前田綱紀に「物類考」の編纂を申し出、それが採用され、京都と金沢の隔年詰が認められたことから編纂を開始した。
稲生若水は26属1000巻の予定で編纂を開始したが9属362巻の記述を終えた時点で、京都の北大路の家で正徳5年（1715年）に死去した。
稲生若水の当初の完成予定から見ると未完成といわざるを得ない状態であった。そのため、稲生若水の弟子で、その遺志を継いだ、丹羽正伯らは、享保19年（1734年）より続編の編纂を開始し、4年後の元文3年（1738年）に稲生若水が完成できなかった部分の638巻を完成させ、その製作を後援していた加賀藩に提出。加賀藩は、それを幕府に献納した。
延享2年（1745年）になると、八代将軍徳川吉宗は丹羽正伯らにさらなる増補を命じ、延享4年（1747年）に完成し、ついに現在の形となった。

## 書物の形態
- 「庶物類纂」：狭義の場合、稲生若水が正徳5年（1715年）に死去するまでに作成した部分をという。362巻。
- 「庶物類纂後編」：元文3年（1738年）に丹羽正伯が稲生若水の集めた記事を分類作成した部分をともいう。638巻。
- 「庶物類纂増補」：延享4年（1747年）丹羽正伯が徳川吉宗の命で作成した部分をともいう。54巻。
  - 上記の三作をあわせて「庶物類纂」という。